# 考博克費爾德山
32°12′0″S 19°25′0″E / 32.20000°S 19.41667°E

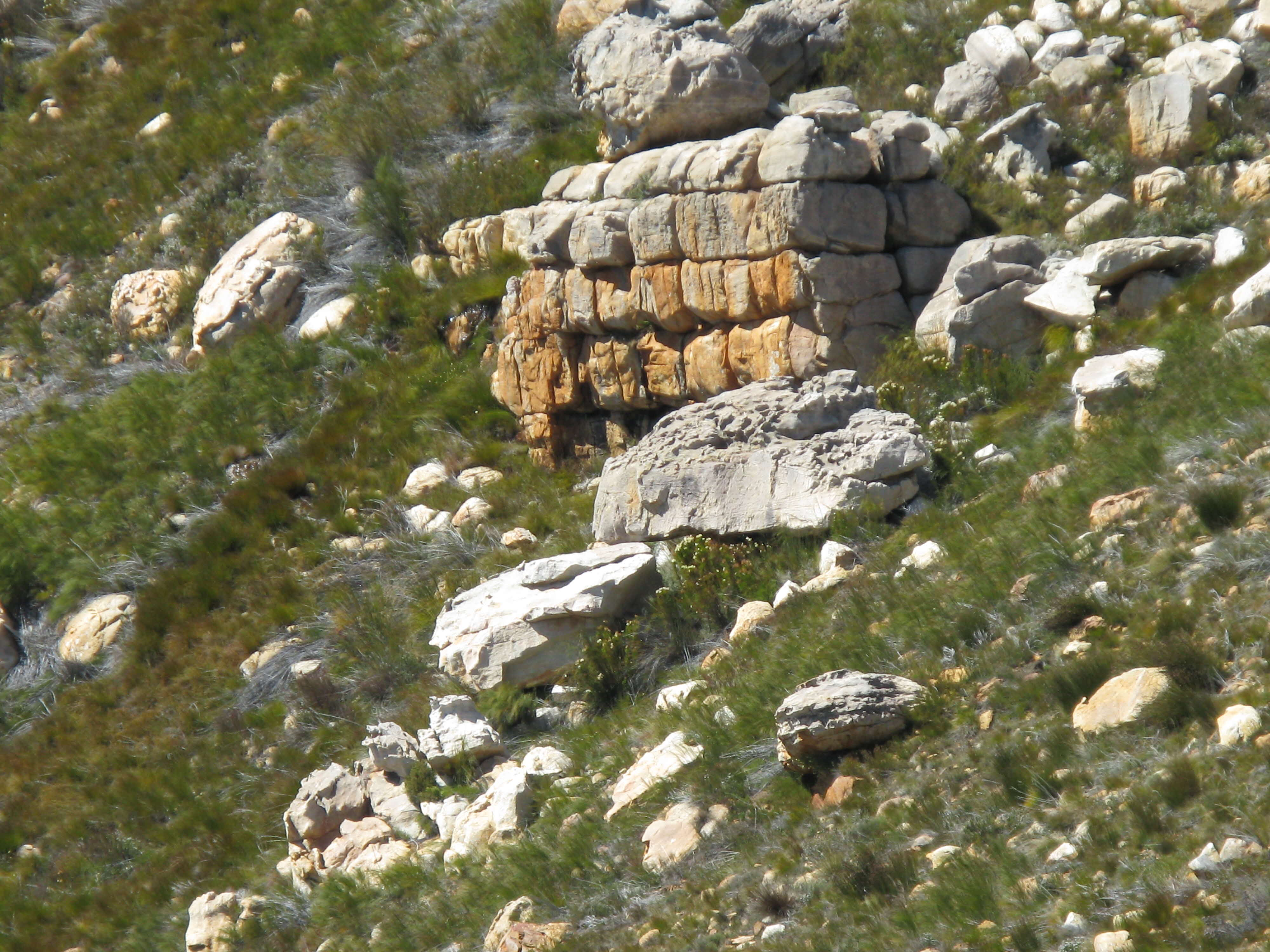

考博克費爾德山是南非的山脈，位於該國南部西開普省，長30公里、寬8公里，屬於開普褶皺帶的一部分，山體在古元古代由砂岩組成，最高點海拔高度1,690米。